# Olivia Paoli
Olivia Paoli de Braschi (1855 - 27 de febrero de 1942) fue una sufragista, pensadora y activista puertorriqueña que luchó por los derechos de las mujeres. Estuvo casada con el periodista radical-liberal Mario Braschi, quien sufrió persecución de los españoles durante la década de 1880 por razones políticas.
Fue la fundadora de la primera logia teósofa en Puerto Rico el 31 de diciembre de 1906; además, fue la directora de la revista La Estrella de Oriente, que se dedicó a publicar textos adscritos a este movimiento filosófico-religioso esotérico.
En su labor como activista, fue junto a Ana Roque, Beatriz Lassalle, Carmen Gómez y Isabel Andreu de Aguilar, una de las artífices de la campaña sufragista en Puerto Rico a partir de la década de 1920; en este marco, fue partícipe de la Liga Social Sufragista, de la que fue su vicepresidenta.